# Фруктоїдові
Фруктоїдові (Melanocharitidae) — родина горобцеподібних птахів. Містить 10 видів.

## Таксономія
Традиційно, роди Melanocharis та Rhamphocharis відносили до родини квіткоїдових (Dicaeidae), а роди Oedistoma і Toxorhamphus — до медолюбових (Meliphagidae). У 1985 році Чарльз Сіблі і Йон Едвард Алквіст методом порівняльної гібридизації геномів визначили самостійність родини. Найближчими родичами фруктоїдових є лоріївні (Cnemophilidae), яких раніше відносили до родини дивоптахових (Paradisaeidae).

## Поширення
Ендемічна родина острова Нова Гвінея та декількох сусідніх дрібних островів. Фруктоїдові живуть у тропічних гірських дощових лісах, лише Melanocharis nigra трапляється у низинних вологих лісах.

## Опис
Дрібні птахи завдовжк до 15 см та вагою до 20 г. В забарвлені переважають коричневий, чорний, білий, сірий або жовтувато-оливковий кольори. Короткі дзьоби Melanocharis та Rhamphocharis схожі на дзьоби квіткоїдових, в той час як у Oedistoma і Toxorhamphus дзьоб довгий та зігнутий донизу як у медолюбових.

## Спосіб життя
Живуть у лісах. Активні вдень. Трапляються поодинці або парами, інколи у змішаних зграях. Живляться комахами, фруктами, ягодами та нектаром. Розмноження більшості видів недостатньо вивчене. Гнізда трапляються як у сухий так і у вологий сезони. Чашоподібне гніздо будують у розгалуженнях гілок дерев. У гнізді 1-2 яйця. Насиджує самиця. Про пташенят піклуються обидва батьки.

## Види
- Рід Фруктоїд (Melanocharis)
  - Фруктоїд оливковий (Melanocharis arfakiana)
  - Фруктоїд жовточеревий (Melanocharis longicauda)
  - Фруктоїд чорний (Melanocharis nigra)
  - Фруктоїд смугастогрудий (Melanocharis striativentris)
  - Фруктоїд віялохвостий (Melanocharis versteri)
- Рід Нектаролюб (Oedistoma)
  - Нектаролюб сірочеревий (Oedistoma iliolophus)
  - Нектаролюб-крихітка (Oedistoma pygmaeum)
- Рід Товстодзьобий фруктоїд (Rhamphocharis)
  - Фруктоїд товстодзьобий (Rhamphocharis crassirostris)
- Рід Фруктоїд-довгодзьоб (Toxorhamphus)
  - Фруктоїд-довгодзьоб жовточеревий (Toxorhamphus novaeguineae)
  - Фруктоїд-довгодзьоб сірогорлий (Toxorhamphus poliopterus)